# Michael Sarbach

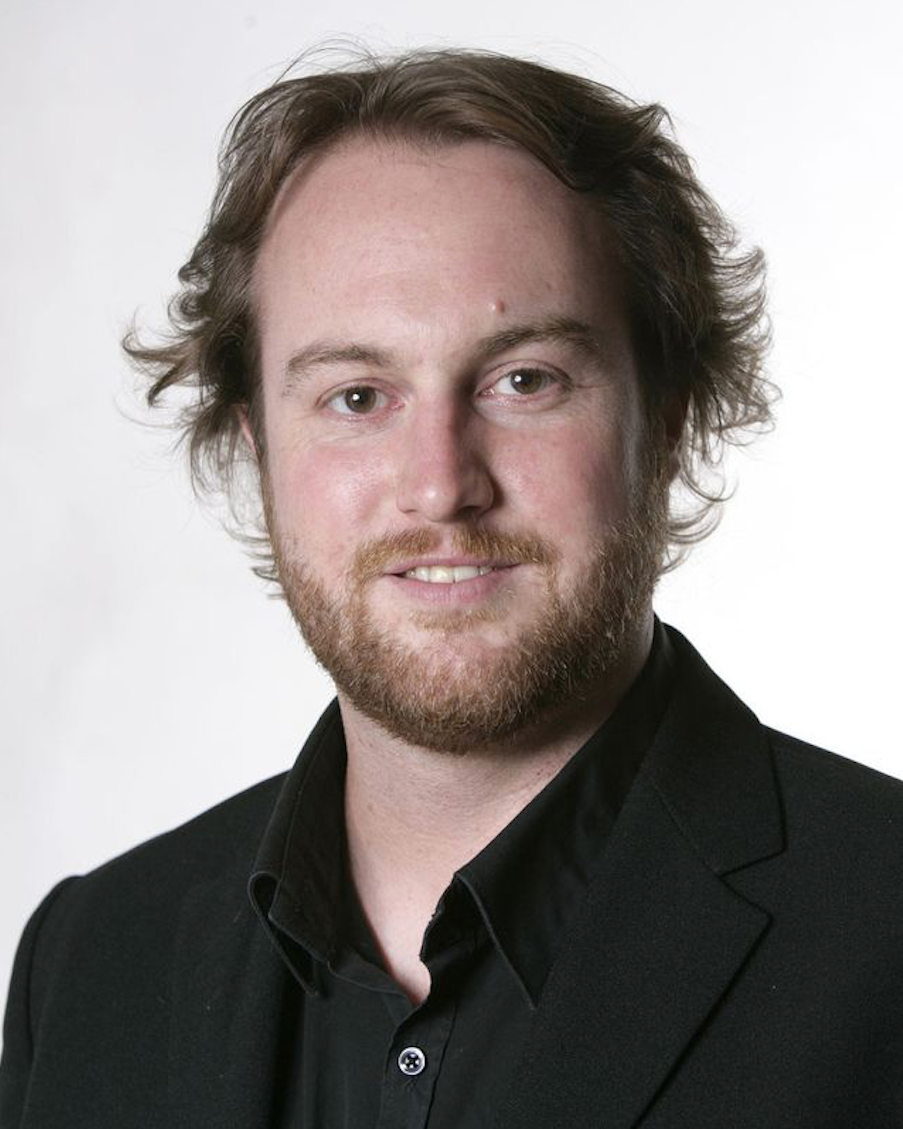
Michael Sarbach (2013)

Michael Ernst Sarbach (* 15. April 1981 in Zürich) ist ein Schweizer Politiker (Grüne), Politikwissenschaftler und Kulturschaffender. Seit 2020 ist er Mitglied des St. Galler Kantonsrates.

## Leben

### Beruf
Sarbach wuchs in Jona, Wil und Zuzwil auf. Nach der eidgenössischen Matura mit Schwerpunkt Wirtschaft und Recht an der Kantonsschule Wattwil studierte Sarbach Politikwissenschaften, Soziologie, sowie Wirtschafts- und Sozialgeschichte an der Universität Zürich und schloss mit dem Lizenziat ab. Sarbach arbeitet als Fachlehrkraft und als Betriebsleiter im Kulturzentrum Gare de Lion Wil.

### Politik
Sarbach ist Gründungsmitglied und ehemaliger Präsident der Jungen Grünen Kanton St. Gallen (2004–2009) und der Jungen Grünen & KulturfreundInnen Wil-Fürstenland (2005–2012). Er wurde 2004 ins Stadtparlament Wil gewählt und gehört dem Gremium seit dem 1. Januar 2005 an. Von 2004 bis 2007 war er Zentralsekretär der Grünen Partei des Kantons St. Gallen; 2004–2006 arbeitete er zudem als Sekretär der Fraktion GRÜNE-EVP des St. Galler Kantonsrates. 2012 kandidierte er für die Jungen Grünen erfolglos für die Stadtregierung. Im Jahr 2012 erfolgte die Wahl zum Parlaments-Vizepräsident und 2013 als Parlamentspräsident. Am 8. März 2020 wurde er in den Kantonsrat gewählt und konnte seinen Sitz bei den Erneuerungswahlen 2024 bestätigen. Im gleichen Jahr wurde er zum dritten Mal hintereinander «Panaschierkönig» bei den Stadtparlamentswahlen, als Kandidat der am meisten Stimmen auf fremden Listen gesammelt hat. Seit 2025 präsidiert er die Fraktion GRÜNE prowil im Wiler Stadtparlament.

### Privates
Sarbach lebt seit 2003 wieder in Wil (ab 2017 Rossrüti), ist verheiratet und Vater zweier Kinder. Zudem ist er im Kulturbereich sehr aktiv; unter anderem war er Mitinitiator des Projektes Kultur im Zeughausareal, Präsident der Kulturbühne 2018, 2021 und 2024, sowie Vorstandsmitglied und Vizepräsident von ThurKultur, Präsident des Kulturvereins SoundSofa Wil und aktiver Musiker (frantic).